# Luis del Sol
Luis del Sol Cascajares (Arcos de Jalón, 6 de Abril de 1935 – Sevilha, 20 de junho de 2021) foi um futebolista espanhol. Também teve duas passagens como treinador do Real Betis.

## Carreira

### Real Betis
Nascido em Arcos de Jalón e criado em Sevilha, del Sol iniciou sua carreira nas categorias de base do Real Betis (também teve passagens por outros clubes de base), fazendo sua estreia uma temporada após sua chegada. Permaneceu no clube onde foi criado por sete temporadas (seis como profissional), sendo um dos principais jogadores da equipe, o que chamou a atenção do Real Madrid, maior força do futebol na época, para qual, acabou se transferindo. 

### Real Madrid
Em Madrid, del Sol permaneceu apenas dois anos, mas atuou ao lado dos grandes nomes do futebol na época e conquistou uma Copa dos Campeões da Europa, uma Taça Intercontinental, duas ligas nacionais e uma Copa del Rey. Por conta de seu desempenho no clube, acabou sendo contratado pela Juventus, da Itália.

### Itália

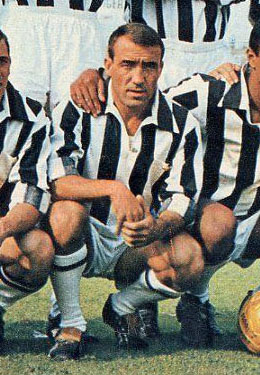
del Sol a Juventus

Sua estreia pela Juventus aconteceu em 16 de setembro de 1962, contra o Genoa. Apesar de passar oito temporadas na Vecchia Signora, conquistou apenas dois títulos (um scudetto e uma Coppa Italia). Acabou se transferindo para a Roma, onde permaneceu por mais duas temporadas na Itália, sendo essas duas, como capitão da Roma, mesmo não tendo o mesmo futebol de antes. Acabou retornando para a Espanha, onde voltou a defender o Real Betis, quando encerrou sua carreira em 1973, anos trinta e oito anos.

## Seleção Espanhola
Pela seleção da Espanha, disputou apenas dezesseis partidas, marcando três gols. Sua estreia aconteceu em 15 de maio de 1960 contra a Inglaterra (vitória por 3–0). Esteve presente em duas Copas do Mundo (1962 e 1966) e uma Eurocopa (1964), onde foi campeão. Sua última partida aconteceu em 15 de julho de 1966, contra a Suíça (vitória por 2–1).

## Pós-carreira e morte
Após se aposentar profissionalmente, teve duas passagens como treinador da equipe principal do Real Betis (1985-86 e 2000-01), fora isso, ainda esteve presente nas comissões técnicas do clube.
Del Sol morreu em 20 de junho de 2021, aos 86 anos de idade, em Sevilha.